# دوریان گری (بازیگر)
دوریان گری (ایتالیایی: Dorian Gray؛ ۲ فوریهٔ ۱۹۲۸ – ۱۵ فوریهٔ ۲۰۱۱) یک هنرپیشه اهل ایتالیا بود. وی بین سال‌های ۱۹۵۱ تا ۱۹۶۵ میلادی فعالیت می‌کرد.
از فیلم‌ها یا برنامه‌های تلویزیونی که وی در آن نقش داشته است می‌توان به شب‌های کابیریا، کمک بهیار، هیجان اشاره کرد. گری در سال ۱۹۵۹ برنده جایزه انجمن ملی فیلم ایتالیا بهترین بازیگر نقش مکمل زن شده است.